# Piezoelektryk

W piezoelektrykach pod wpływem naprężeń mechanicznych powstaje pole elektryczne.

Piezoelektryk, materiał piezoelektryczny (z gr. πιέζω [piézō] – naciskać, popychać) – kryształ wykazujący zjawisko piezoelektryczne, polegające na pojawieniu się na jego powierzchni ładunków elektrycznych pod wpływem naprężeń mechanicznych.
Piezoelektryk przejawia również odwrotne zjawisko piezoelektryczne, polegające na zmianie wymiarów kryształu pod wpływem przyłożonego pola elektrycznego. Zjawisko to bywa (błędnie) nazywane elektrostrykcją.
Piezoelektrykiem może być zarówno monokryształ (np. kwarcu), jak i polikryształ, którego komórki elementarne nie mają środka symetrii. Istnieją też ceramiki i substancje organiczne o właściwościach piezoelektrycznych (polimery, DNA, białka, kości).
Niekiedy piezoelektryk jest również piroelektrykiem lub ferroelektrykiem.

## Historia
- Zjawisko piezoelektryczne zostało odkryte w roku 1880 przez braci Pierre’a i Jacques’a Curie podczas badań wpływu naprężeń mechanicznych na własności piroelektryków. Na powierzchni niektórych kryształów (turmalinu, kwarcu, soli Seignette’a i innych) zaobserwowali oni ładunki elektryczne, których wartość była proporcjonalna do przyłożonego naprężenia.
- W 1881 Gabriel Lippmann na podstawie rozważań termodynamicznych wysnuł wniosek, że możliwe jest również występowanie zjawiska odwrotnego, polegającego na deformowaniu się kryształów pod wpływem pola elektrycznego. Możliwość ta została wkrótce potwierdzona doświadczalnie przez braci Curie.
- Analizę teoretyczną zjawiska, wraz z określeniem klas kryształów, w których może ono zachodzić podał Woldemar Voigt w roku 1910.
- Pierwsze zastosowania praktyczne piezoelektryków datują się na lata pierwszej wojny światowej, gdy Paul Langevin zaproponował zastosowanie ich w nadajnikach i odbiornikach fal ultradźwiękowych urządzeń hydrolokacyjnych do wykrywania okrętów podwodnych.
- Pierwsze badania piezoelektrycznych polimerów przeprowadził Brain w 1924 roku.
- W Polsce przez wiele lat produkcją piezoceramiki zajmowały się zakłady Unitra CERAD, mieszczące się w Warszawie przy ul. Kłobuckiej 23.[6]

## Mechanizm powstania efektu piezoelektrycznego

Mechanizm powstania efektu piezoelektrycznego.
Naprężenie (zielona strzałka) powoduje powstanie polaryzacji elektrycznej (pomarańczowa strzałka).

Kryształy piezoelektryczne charakteryzują się tym, że mają wiązania jonowe, a ich komórka elementarna nie ma środka symetrii. Spośród 32 klas symetrii we wszystkich układach krystalograficznych istnieje 20 spełniających ten warunek. Pod wpływem naprężenia w takich kryształach dochodzi do różnego przesunięcia "środków ciężkości" ładunku dodatniego i ujemnego, co powoduje polaryzację elektryczną kryształu. Pojawiający się na krawędziach kryształu ładunek jest proporcjonalny do odkształcenia.
Zjawisko piezoelektryczne odwrotne polega na zmianie wymiarów materiału pod wpływem przyłożonego pola elektrycznego. Odkształcenie powstaje na skutek rozsunięcia jonów pod wpływem sił elektrostatycznych i jest proporcjonalne do przyłożonego pola. Należy je odróżnić od elektrostrykcji, która ma inną przyczynę, jest zjawiskiem znacznie słabszym, powszechniejszym, nie ma zjawiska odwrotnego, a odkształcenie jest proporcjonalne do kwadratu wartości przyłożonego pola.

Kryształ kwarcu oraz wycięta z niego płytka piezoelektryczna

Dla właściwości elementu wykonanego z piezoelektryka duże znaczenie ma również sposób, w jaki go wycięto z kryształu, a ściślej orientacja wyciętej płytki względem osi krystalograficznych (X, Y, Z). Na rysunku przedstawiono fragment kryształu kwarcu oraz wyciętą z niego płytkę o tak zwanym "cięciu X". Od rodzaju cięcia zależą również właściwości temperaturowe otrzymanego elementu, ma więc ono duże znaczenie praktyczne, a w technice używa się płytek o różnych orientacjach krystalograficznych, w zależności od wymaganych parametrów. Stosuje się też bimorfy, elementy klejone z płytek o różnych orientacjach krystalograficznych.

Efekt piezoelektryczny występujący podczas ściskania i rozciągania płytki o cięciu X: a) płytka rozciągana wzdłuż osi X, b) płytka rozciągana wzdłuż osi Y

Dla kierunku i wielkości ładunku powstałego na piezoelektrycznej płytce znaczenie ma zarówno kierunek i wartość naprężenia, jak i orientacja krystalograficzna (rodzaj cięcia). Jeżeli wykonaną z kwarcu płytkę o "cięciu X" podda się ściskaniu lub rozciąganiu wzdłuż krystalograficznej osi X to pojawi się ładunek na powierzchniach prostopadłych do kierunku naprężenia, a jeżeli siły działają w kierunku krystalograficznej osi Y, to ładunki pojawiają się na płaszczyznach równoległych do naprężenia (rysunek).

## Materiały będące piezoelektrykami
Znane są wyniki badań około tysiąca kryształów piezoelektrycznych, ale niewiele z nich znalazło zastosowanie praktyczne. Efekt piezoelektryczny można uzyskać także w odpowiednio przygotowanych foliach z materiałów syntetycznych (poliwinylofluorytu, polipropylenu, polichlorku winylu i innych), poddawanych rozciąganiu i oddziaływaniu silnego pola elektrycznego.
Wśród najczęściej stosowanych piezoelektryków znajdują się:

### Kwarc α

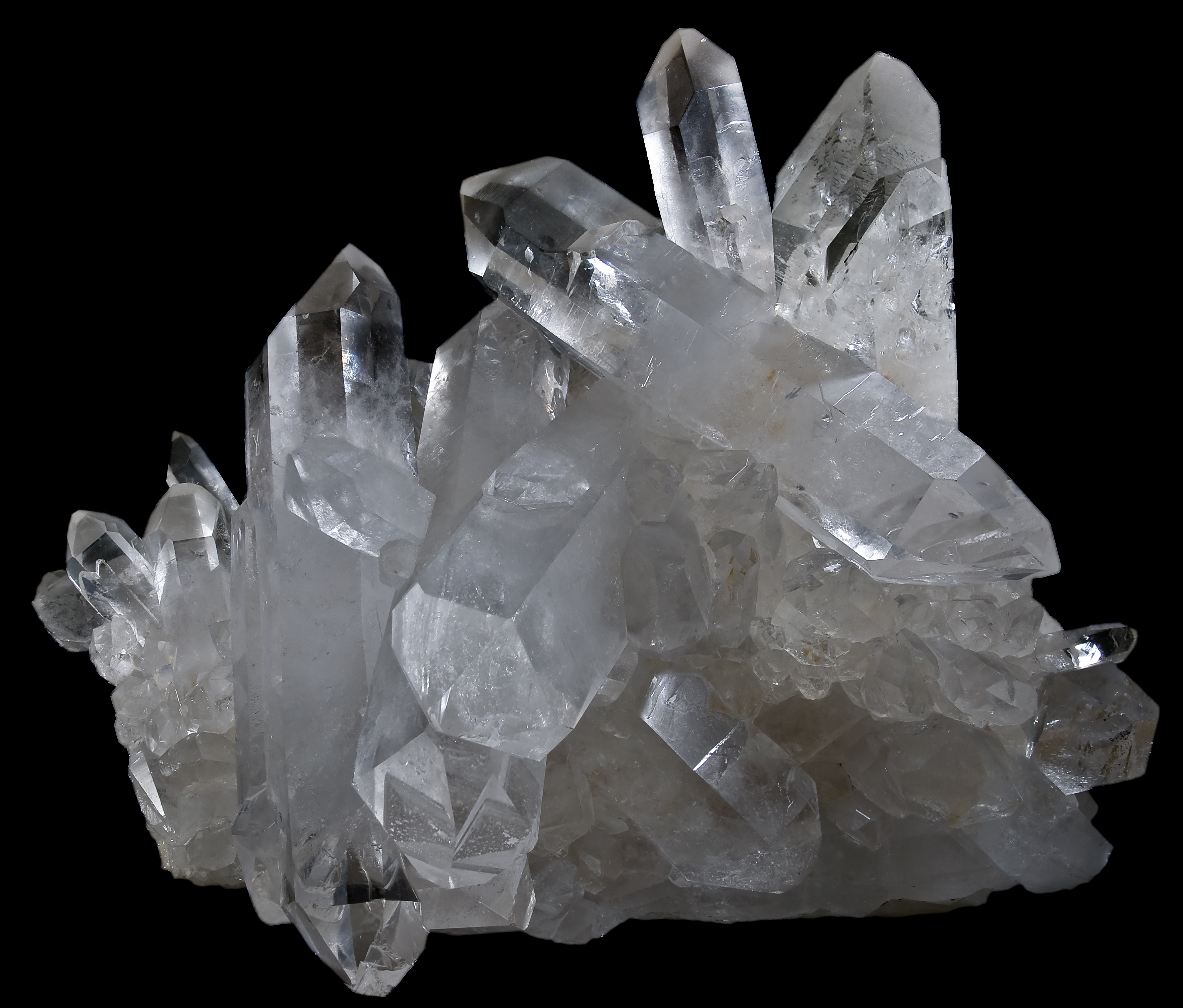
Naturalne kryształy kwarcu

Krystaliczny ditlenek krzemu minerał występujący w naturze, zwany jest również kryształem górskim. Jest to jeden z pierwszych materiałów piezoelektrycznych, powszechnie używany w elektronice. Obecnie kryształy kwarcu wytwarza się również sztucznie metodą hydrotermalną. Ważną cechą kwarcu jest to, że stosując odpowiednie cięcia można otrzymać płytki o zerowym współczynniku temperaturowym częstotliwości drgań rezonansowych, co ma duże znaczenie w jego zastosowaniach elektronicznych.

### Sól Seignette’a
Uwodniony winian sodowo-potasowy, zwany również solą z La Rochelle. Charakteryzuje się stosunkowo dużym generowanym napięciem, ale jest wrażliwy na działanie wilgoci. Łatwa i tania w produkcji sól Seignette’a była niegdyś masowo stosowana w przetwornikach elektroakustycznych, obecnie w dużym stopniu wyszła z użycia.

### Turmaliny
Turmaliny to występujące w naturze minerały, borokrzemiany kilku metali. Były jednymi z pierwszych stosowanych praktycznie piezoelektryków (w urządzeniach hydrolokacyjnych).

### Diwodorofosforany amonu i potasu
KH2PO4 i NH4H2PO4, oznaczane są zwykle skrótami KDP i ADP. Są łatwe do wytworzenia, właściwości mają podobne do soli Seignette’a, ale są od niej trwalsze i mają lepsze właściwości mechaniczne. Są również wrażliwe na działanie wody.

### Tytanian baru i jego związki izomorficzne
w postaci monokrystalicznej są trudne do wytworzenia, powszechnie stosowane w postaci ceramik. Ceramiki są zdecydowanie wygodniejsze w zastosowaniach (można je wytwarzać w dowolnych kształtach) i często tańsze od piezoelektryków monokrystalicznych. Ich parametry są mniej stabilne i w większym stopniu zależą od temperatury. Do tej grupy należą modyfikowane cyrkonian ołowiu i tytanian ołowiu, oraz sól mieszana (Pb[ZrxTi1−x]O3 0≤x≤1), w skrócie nazywana PZT.

### Winian dwuaminoetylenowy, winian dwupotasowy
W skrócie są nazywane EDT i KDT. Podobnie jak z kwarcu można z nich otrzymać płytki o zerowym współczynniku temperaturowym częstotliwości drgań rezonansowych. Są tańsze w produkcji od kwarcu, ale bardziej wrażliwe na czynniki atmosferyczne.

## Zastosowania piezoelektryków
Piezoelektryki wykorzystywane są w różnych dziedzinach nauki i techniki. Wykorzystuje się zarówno zjawisko proste, gdy odkształcenia mechaniczne generują sygnały elektryczne, a także zjawisko odwrotne, gdy pod wpływem przebiegów elektrycznych następują odkształcenia piezoelektryka. W niektórych urządzeniach wykorzystuje się oba te zjawiska.
Niekiedy stosuje się bimorfy, czyli układy dwóch połączonych płytek piezoelektrycznych, dobrane w ten sposób, aby przy polaryzacji elektrycznej otrzymać pożądane odkształcenia płytek.

### Przetworniki elektroakustyczne
- sygnalizatory akustyczne – w postaci cienkiej warstwy piezoelektryka (czasami sprzężonej z membraną) – zapewniając duże natężenie dźwięku przy niewielkim poborze mocy, są stosowane w sprzęcie miniaturowym (brzęczyki), oraz w różnego rodzaju syrenach.
- wkładki gramofonowe w gramofonach z lat 1950-1990. Drgania igły gramofonowej przenoszone są na kryształy piezoelektryka powodując powstanie napięć i uzyskanie sygnału elektrycznego odpowiadającego sygnałowi dźwiękowemu. Na przełomie lat 40 i 50 wkładki piezoelektryczne zostały zastosowane w nowo wprowadzanych gramofonach odtwarzających płyty długogrające. Z biegiem czasu w urządzeniach wysokiej jakości zostały wyparte przez inne rozwiązania, a pozostały powszechne w sprzęcie popularnym. Wkładki takie były stosunkowo tanie, ale miały nierównomierne pasmo przenoszenia i wymagały większego nacisku na płytę, niż nowoczesne wkładki elektrodynamiczne, powodując jej szybsze zużycie. W gramofonach stosowano zarówno przetworniki krystaliczne, jak i ceramiczne (w tym również bimorfy)[8].
- głośniki – w tym wypadku stosowane są często dwie płytki piezoelektryczne połączone w jedną całość (tzw. bimorf)[7]. Dzięki zastosowaniu piezoelektryków mogą być zupełnie płaskie, a dźwięk nadawany jest jedynie w tym kierunku, w który głośnik jest zwrócony. Dawniej używano płytek z soli Seignette’a do wytwarzania tanich głośników (szczególnie wysokotonowych), ale mała odporność płytek z tej soli na wpływy zmiennej wilgotności powietrza i temperaturę doprowadziła do znacznego ograniczenia ich produkcji.
- mikrofony – są szeroko stosowane jako przetworniki w instrumentach akustycznych. Szczególnie wiernie odtwarzają wysokie tony i są również stosowane jako czujniki ultradźwięków. W latach 50 i 60 popularne były uniwersalne i stosunkowo tanie mikrofony piezoelektryczne, obecnie zostały wyparte przez inne konstrukcje.

Piezoelektryczne przetworniki elektroakustyczne
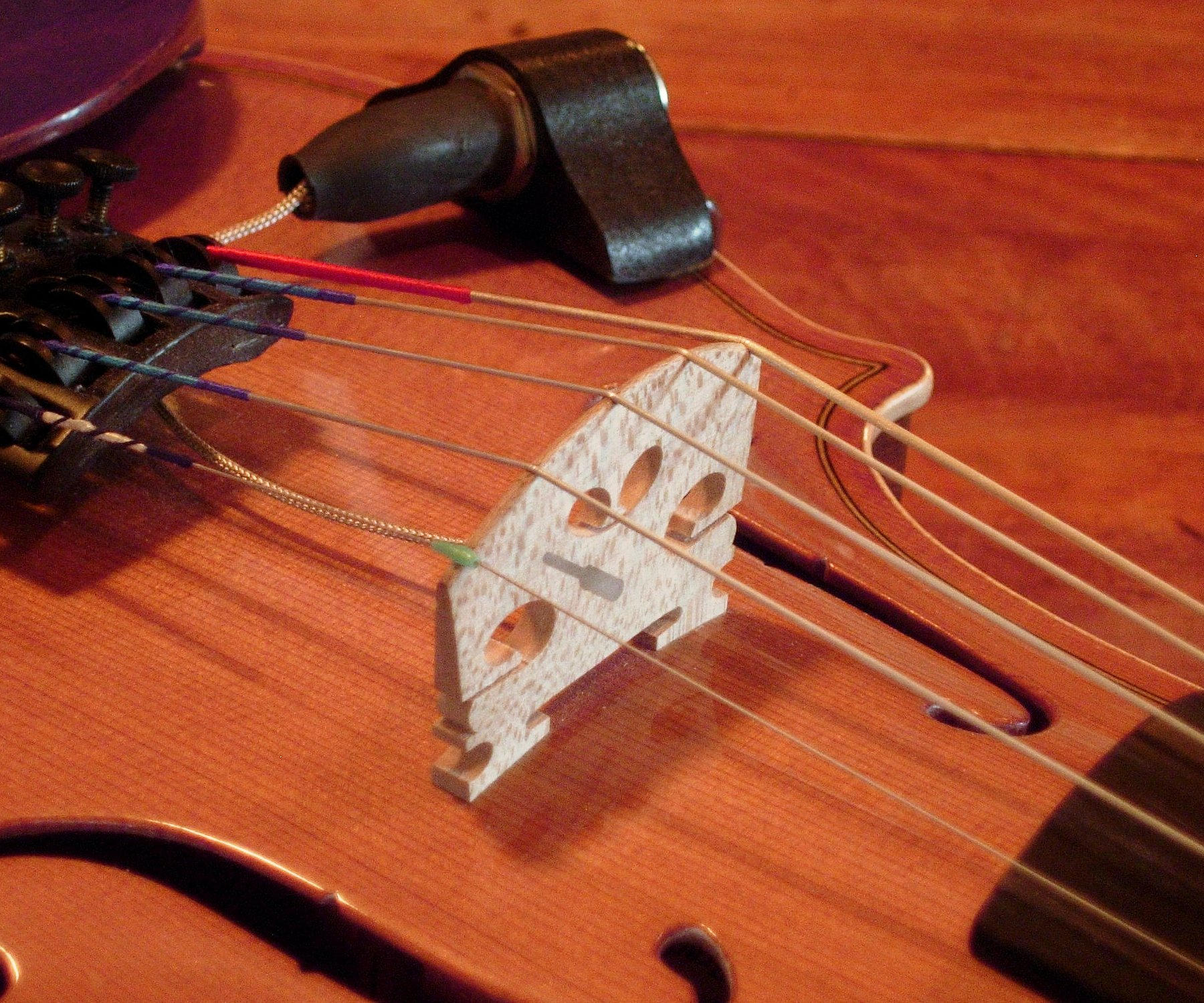
Strunociąg skrzypiec z wbudowanym przetwornikiem
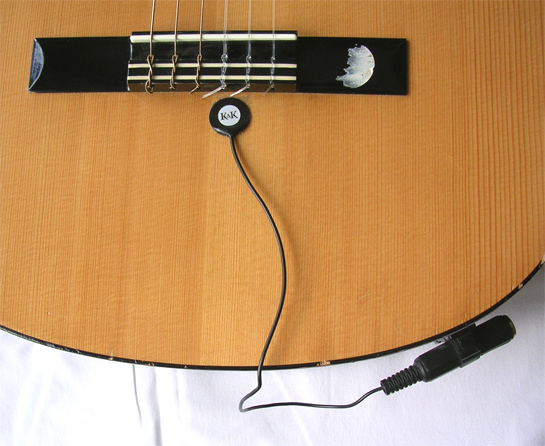
Piezoelektryczny przetwornik gitarowy
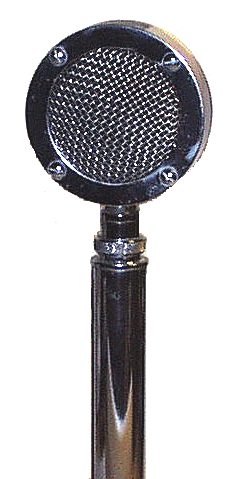
Mikrofon piezoelektryczny
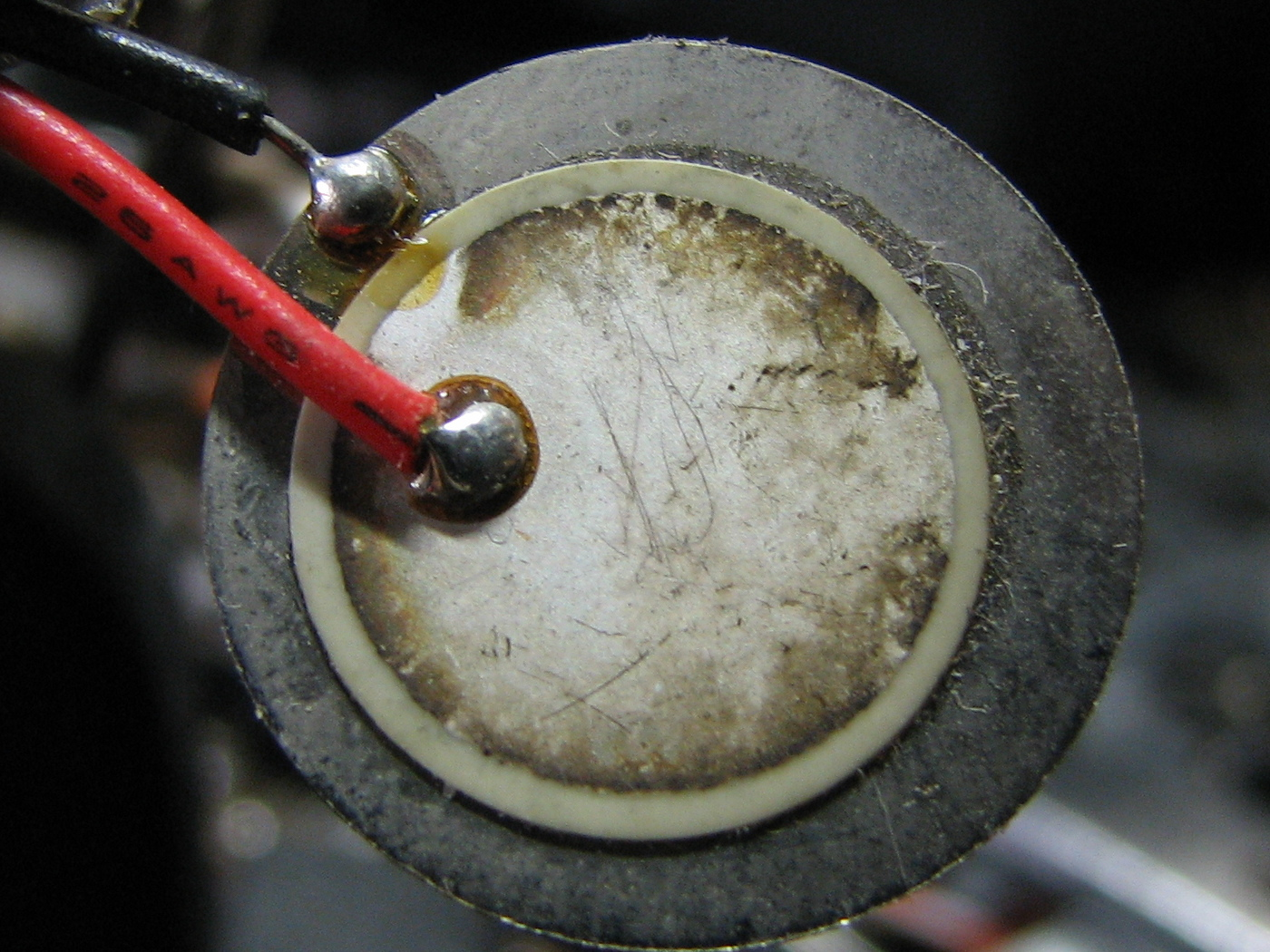
Brzęczyk piezoelektryczny

### Mikromaszyny
- wtryskiwacze paliwa w systemie common-rail w niektórych nowych pojazdach – zastosowanie piezoelektryków pozwala na precyzyjne otwieranie zaworów wtryskiwacza, dzięki czemu można precyzyjnie wtryskiwać paliwo i uprościć układ wtrysku paliwa.
- napędzanie mikropomp, mikrozaworów itd.
- precyzyjne siłowniki pozycjonujące, na przykład sterowanie położeniem elektrod w mikroskopach STM i AFM (ogólnie SPM).
- silniki piezoelektryczne z ultradźwiękowymi falami powierzchniowymi (silniki soniczne).

Mikromaszyny piezoelektryczne
Silnik piezoelektryczny typu inchworm (określenie pochodzi od nazwy gąsienic motyli z rodziny miernikowcowatych, wyróżniających się specyficznym chodem)
Silnik z piezoelektrycznymi bimorfami
Siłownik w postaci piezoelektrycznej ceramicznej kształtki wielowarstwowej

### Generatory wysokich napięć

Transformator piezoelektryczny

- W transformatorze piezoelektrycznym kryształ pobudzany jest przez ładunek umieszczany na elektrodach o dużej pojemności, co wymaga niewielkiego napięcia zmiennego, a sygnał wyjściowy generowany jest na elektrodach o mniejszej pojemności, a co za tym idzie wytwarzane jest większe napięcie. Transformatory takie są często używane w generatorach wysokiego napięcia do lamp fluorescencyjnych z zimną katodą (CCFL)[9].
- Iskrowniki piezoelektryczne służą do wytwarzania iskier elektrycznych przy udarowym obciążeniu piezoelektryka. Obejmują zakres od iskrowników mocy, w których wytwarza się napięcia rzędu setek kV i natężenia prądu rzędu wielu setek kA, a kończąc na małych urządzeniach używanych w życiu codziennym: w zapalarkach do gazu, zapalniczkach itp[10].

### Przetworniki pomiarowe i obrazujące
- precyzyjne wagi analityczne, a także wagi domowe
- w sondach USG, które umożliwiają wytworzenie fali akustycznej i rejestrację ech pochodzących od granic struktur o różnych wartościach impedancji akustycznych wzdłuż jednego kierunku.
- Pomiar naprężeń i sił - poczynając od profesjonalnych urządzeń pomiarowych, a kończąc na sprzęcie powszechnego użytku. Na przykład: narty z włóknami z piezoelektryków (wyginanie nart generuje sygnał, analizowany przez mikroprocesorowy sterownik, który z kolei zasila inne włókna, dzięki czemu narty wyginają się stosownie do stylu jazdy oraz są tłumione drgania), rakiety tenisowe (dzięki zastosowaniu piezoelektryków rakieta dostosowuje się do stylu gry).
- perkusja elektroniczna – jako tzw. (z ang.) trigger do przesyłania sygnału do modułu dźwiękowego aby ten wygenerował przypisany (dowolny) dźwięk.

### Rezonatory i filtry w elektronice
- Rezonansowe drgania mechaniczne płytek wykonanych z piezoelektryka elementy są wykorzystywane w elektronice w celu stabilizacji częstotliwości generatorów. Ze względu na bardzo dużą stałość częstotliwości drgań i dużą dobroć (małe straty energii) do budowy takich rezonatorów zwykle wykorzystuje się w tym celu płytki wycięte z kryształów kwarcu[11]. Generatory wykorzystujące takie rezonatory często nazywane są generatorami kwarcowymi. Są one powszechnie wykorzystywane w zegarkach elektronicznych do ich taktowania[12].
- Elementy filtrów elektrycznych. Do budowy precyzyjnych filtrów wykorzystuje się rezonatory kwarcowe. Popularne są filtry ceramiczne, znacznie od nich tańsze.
- Linie opóźniające. Wykorzystują propagującą w krysztale objętościową lub powierzchniową falę akustyczną. Pierwsza możliwość wykorzystywana jest do generowania stosunkowo dużych opóźnień, od około 10 μs do kilkudziesięciu ms[11].

Rezonatory kwarcowe
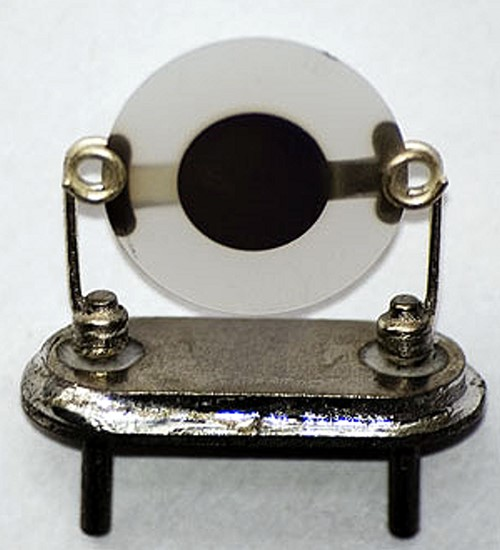
Płytka rezonatora kwarcowego.
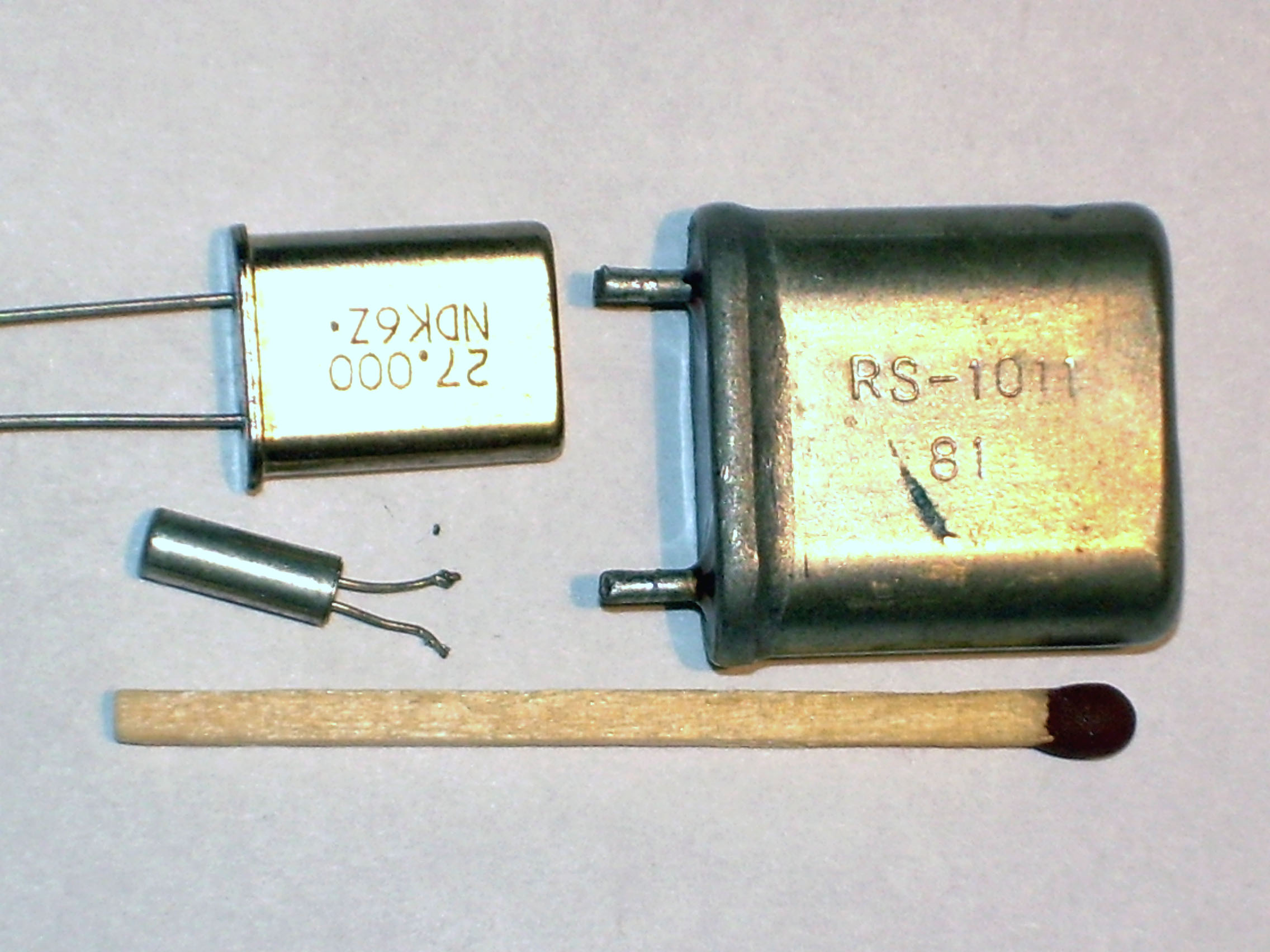
Różne obudowy rezonatorów kwarcowych.
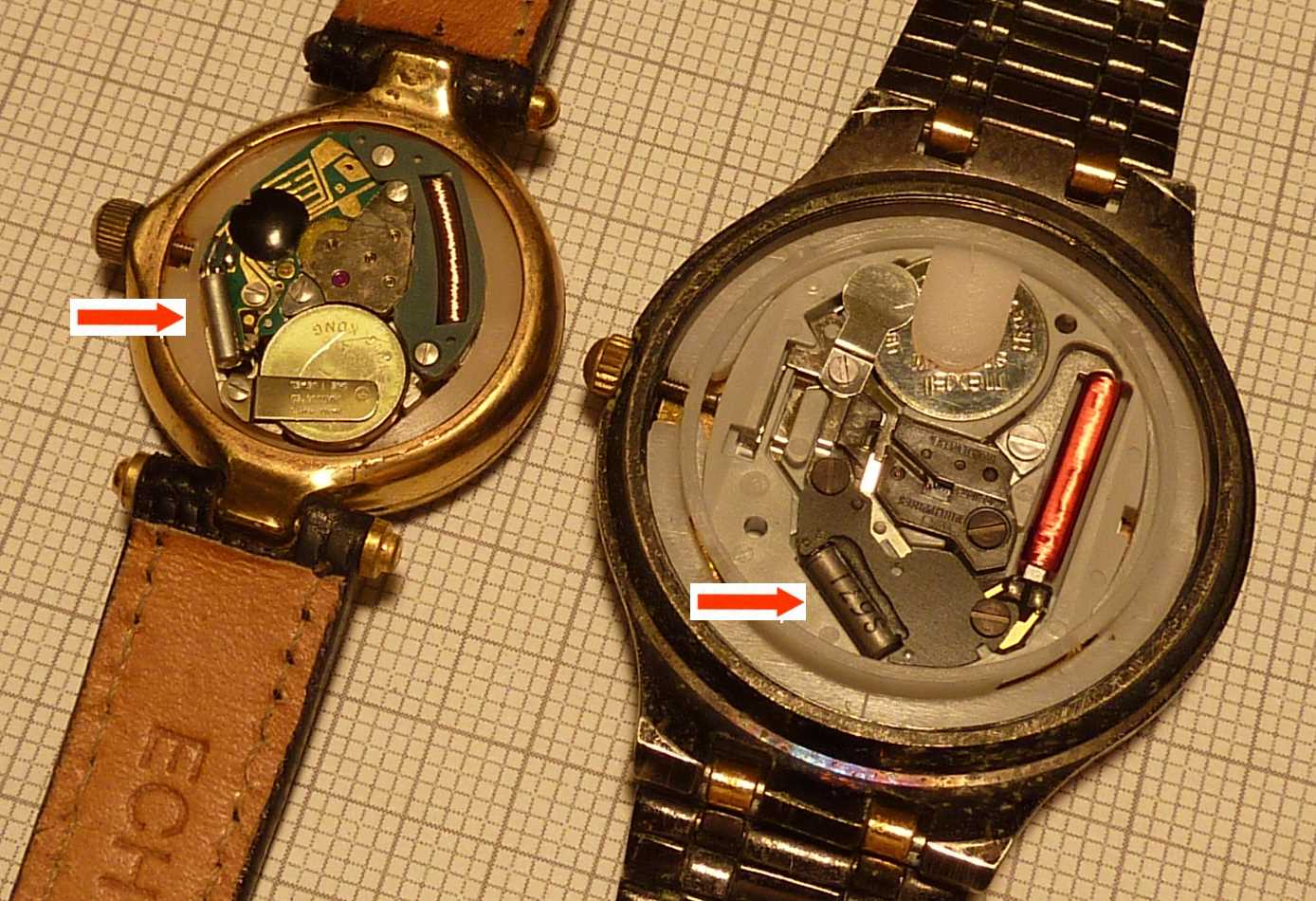
Rezonatory kwarcowe w zegarkach.
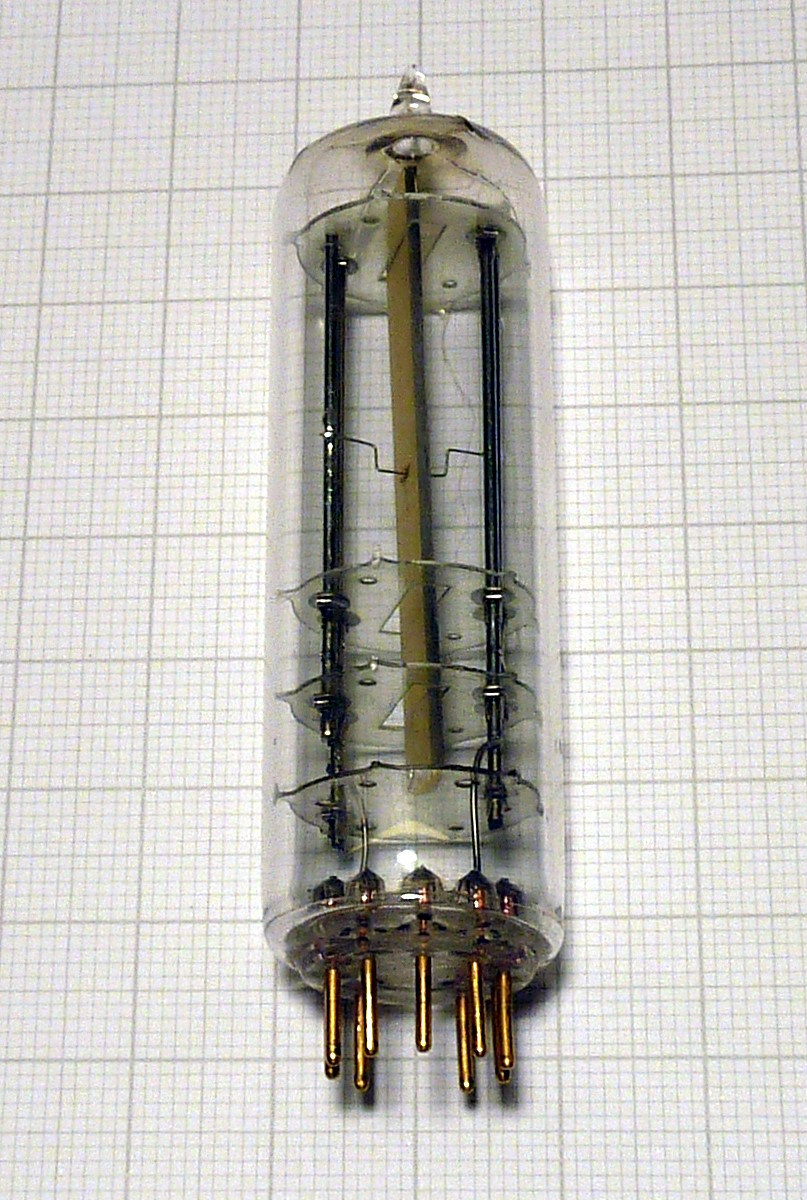
Stara konstrukcja rezonatora kwarcowego w próżniowej obudowie szklanej.